# 黑豆沙
黑豆沙是用於月餅和豆沙包等中國甜品的豆沙。材料有搗碎的綠豆，加上氯酸鉀、硫酸亞鐵（皂礬）水晶或黑色食用色素製成。黑豆沙與紅豆沙相似，最早發明時期可以追溯到明朝。可以用来制作包子、月饼的内陷。